# Sangaris giesberti
Sangaris giesberti là một loài bọ cánh cứng trong họ Cerambycidae.